# فلوریان لچنر
فلوریان لچنر (انگلیسی: Florian Lechner؛ زادهٔ ۳ مارس ۱۹۸۱) بازیکن فوتبال اهل آلمان است.
از باشگاه‌هایی که در آن بازی کرده‌است می‌توان به باشگاه فوتبال کارلسروهه، باشگاه فوتبال سن پائولی، باشگاه فوتبال اشتوتگارت، و نیوانگلند رولوشن اشاره کرد.